# Drenova Glavica
Drenova Glavica falu Bosznia-Hercegovinában, a Bosznia-hercegovinai Föderáció Una-Szanai kantonjában, Bosanska Krupa községben.

## Fekvése
Bosznia-Hercegovina északnyugati részén, Bihácstól légvonalban 25, közúton 40 km-re északkeletre, Bosanska Krupa központjától légvonalban 4, közúton 5 km-re északra, az Una völgyében, a folyó két partján fekszik. Az Una feletti karsztsíkságról meredek oldalú patakvölgy választja el. A település ebben a meredek oldalú völgyben található. Főbb vízforrásai: a Puhačino Vrelo, a Plandište, a Točak és a Džajića Potok. A település a lejtők mentén két részre oszlik: Brdo és Drenova Glavica falvakra.

## Népessége
| Nemzetiségi csoport | Népesség 1991 | Népesség 2013 |
| ------------------- | ------------- | ------------- |
| Szerb               | 153           | 2             |
| Bosnyák             | 220           | 225           |
| Horvát              | 0             | 0             |
| Jugoszláv           | 2             | 0             |
| Egyéb               | 1             | 26            |
| Összesen            | 376           | 253           |

## Története
A falu nevét a somfáról kapta, amelyből sok van a környéken. A név második tagja a falu feletti 274 méter magas Glavica nevű magaslatról származik. Drenova Glavica és Veliko Badić határán fekszik Gradina, ahol egy régi település maradványai láthatók.
A település 1878-ig tartozott az Oszmán Birodalomhoz, ekkor a berlini kongresszus határozata alapján az Osztrák-Magyar Monarchia része lett. A monarchia szétesésével 1918-ban előbb a Szerb-Horvát-Szlovén Királyság, majd 1929-től a Jugoszláv Királyság része. Az 1929-es törvény értelmében, amikor Bosznia-Hercegovinát négy banovinára, Drinskára, Vrbaskára, Zetskára és Primorskára osztották, a település a Vrbaska banovina része lett, amelynek székhelye Banja Luka volt. Jugoszlávia megszállása után a Független Horvát Állam (NDH) része lett. A második világháború után a szocialista Jugoszláviához tartozott. A daytoni békeszerződést követő területfelosztásnál Bosanska Krupa község részeként a Bosznia-Hercegovinai Föderáció területéhez került.

## Nevezetességei
- Vasúti híd az Unán

- A településen a šabići muszlim gyülekezetnek imaháza és muszlim iskolája áll, melyet Rešid Šabić özvegye, Senija adományozott.[5]